# Clos du Doubs
Clos du Doubs är en  kommun i distriktet Porrentruy i kantonen Jura, Schweiz. Kommunen har 1 294 invånare (2023).
Clos du Doubs bildades den 1 januari 2009 genom en sammanslagning av kommunerna Epauvillers, Epiquerez, Montenol, Montmelon, Ocourt, Saint-Ursanne och Seleute.